# Цирибега (Болоња)
Цирибега (итал. Ziribega) је насеље у Италији у округу Болоња, региону Емилија-Ромања.
Према процени из 2011. у насељу је живело 258 становника. Насеље се налази на надморској висини од 164 м.